# Pallacanestro ai III Goodwill Games - Torneo femminile
Il torneo femminile di Pallacanestro ai Goodwill Games 1994 si è svolto nella città russa di San Pietroburgo, ed ha visto la vittoria degli Stati Uniti.

## Partecipanti
- Canada
- Cina
- Francia
- Italia
- Russia
- Stati Uniti

## Prima fase
| San Pietroburgo | Francia | 80 – 73 | Cina |  |

| San Pietroburgo | Russia | 69 – 66 | Italia |  |

| San Pietroburgo | Cina | 77 – 51 | Canada |  |

| San Pietroburgo | Stati Uniti | 92 – 37 | Italia |  |

| San Pietroburgo | Francia | 65 – 57 | Canada |  |

| San Pietroburgo | Stati Uniti | 77 – 63 | Russia |  |

## Semifinali
| San Pietroburgo | Stati Uniti | 105 – 73 | Cina |  |

| San Pietroburgo | Francia | 80 – 73 | Russia |  |

## Finali
- 5º-6º posto

| San Pietroburgo | Canada | 82 – 48 | Italia |  |

- 3º-4º posto

| San Pietroburgo | Cina | 96 – 76 | Russia |  |

- 1º-2º posto

| San Pietroburgo | Stati Uniti | 87 – 63 | Francia |  |

## Classifica
| - | Paese       | Formazione |
| - | ----------- | --- |
|   | Stati Uniti | Azzi · Berry · Bolton · Davis · Freeman · Head · Kaplan · Leslie · McGhee · Smith · Staley · Swoopes · All. VanDerveer |
|   | Francia     | |
|   | Cina        | |
| 4 | Russia      | |
| 5 | Canada      | |
| 6 | Italia      | Adamoli · Balleggi · Bonfiglio · Caselin · Ferrari · Ponget · Nicosia · Paparazzo · Rezoagli · Sarni · Zara · Zocco    |